# European BEST Engineering Competition
A EBEC: Competição Europeia de Engenharia do BEST (European BEST Engineering Competition) é uma competição de engenharia anual organizada pelo Board of European Students of Technology (BEST). A EBEC é realizada em 32 países com o principal objetivo de desenvolver competências transversais dos alunos, proporcionando a oportunidade de se desafiarem na resolução de problemas práticos e teóricos. Os estudantes formam equipas compostas por 4 elementos com o objetivo de desenvolver um protótipo ou resolver um problema real que incide sobre qualquer temática de engenharia.
Ao juntar estudantes, empresas, universidades, instituições e organizações não-governamentais, a EBEC tem como objetivo o aproveitamento do conhecimento multidisciplinar e capacidades dos estudantes na resolução de um problema real, através do trabalho em equipa.
A EBEC insere-se no serviço intrínseco de educação complementar oferecido pelo BEST. Durante a competição, os estudantes podem aplicar os conhecimentos adquiridos ao longo do seu percurso académico. Deste modo, os participantes desenvolvem competências criativas e comunicativas, que juntamente com a promoção e apoio à educação tecnológica e colaboração multicultural, são os princípios fundamentais da EBEC.
Em 2017, a etapa final da competição irá realizar-se em Brno de 1 a 10 de agosto.

## História
O conceito de realizar competições pelo BEST advém das Competições de Engenharia Canadianas (Canadian Engineering Competitions - CEC), organizadas pela Canadian Federation of Engineering Students (CFES).
Em 2002, membros do BEST foram convidados a participar na CEC, sendo que no mesmo ano, na Assembleia Geral do BEST iniciaram-se as conversações para que fossem realizadas competições nos mesmos moldes que a CEC.
Em 2003, a primeira EBEC é realizada em Eindhoven. Em 2006, a primeira competição nacional é realizada em Portugal, sendo que três anos depois, em 2009, a primeira final da EBEC é organizada em Ghent com estudantes selecionadas dentro de 2300 participantes, de 51 universidades de 18 países europeus.

## Estrutura

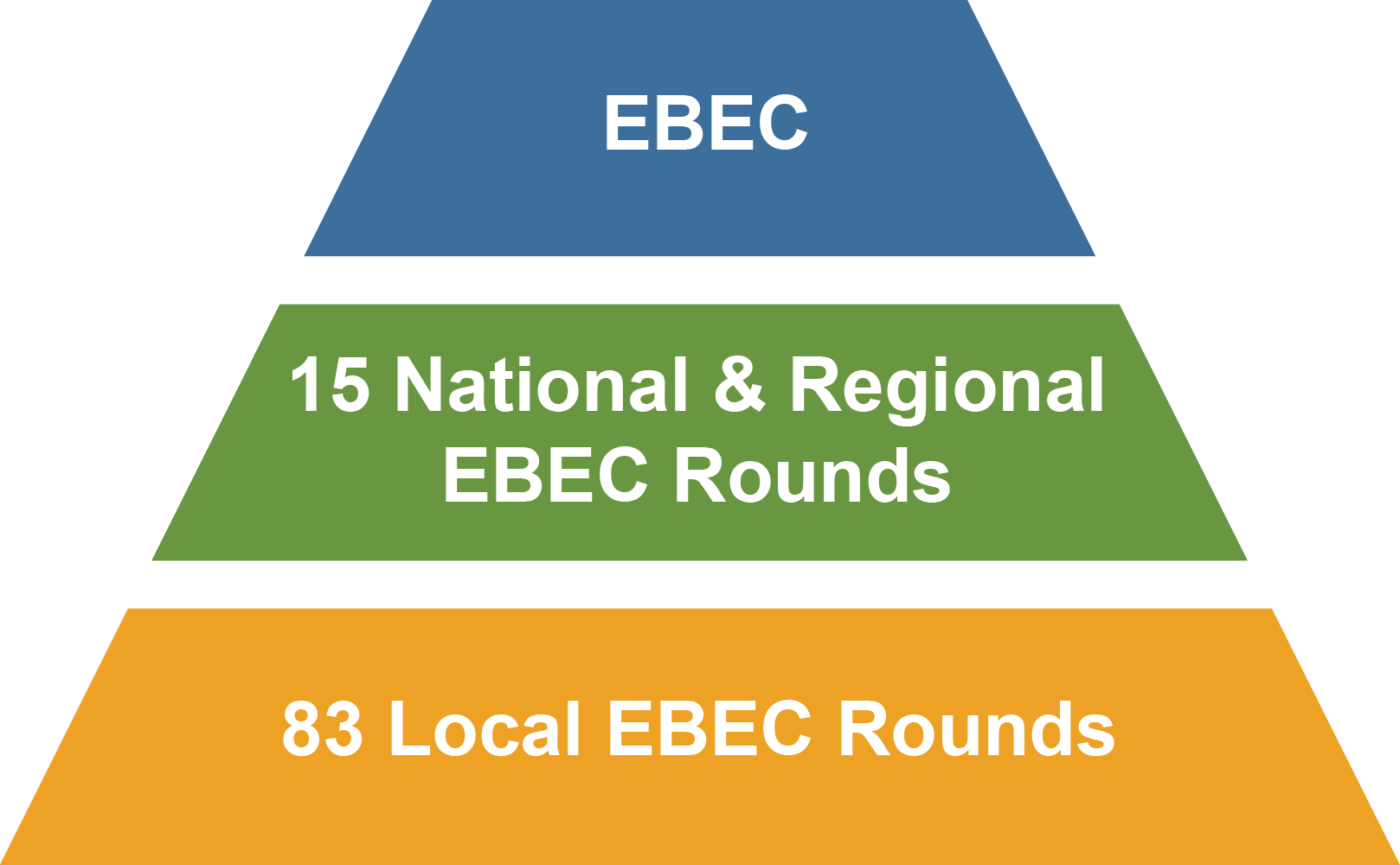
Pirâmide da EBEC

A EBEC está organizada em 3 níveis, 84 etapas locais, 15 rondas nacionais/regionais e 1 ronda final europeia e tem uma participação de quase 7000 estudantes em cada ano.

### Rondas Locais
As rondas locais são realizadas dentro de uma universidade onde um grupo BEST local (LBG) se encontra inserido. A equipa vencedora prossegue para a próxima etapa.

### Rondas Nacionais
Rondas nacionais / regionais (NRRs) são realizadas dentro de um país ou de uma região multinacional e são organizadas por um LBG daquele país / região. As equipas que ganharam as rondas locais competem na mesma categoria, reivindicando uma posição na final europeia EBEC. Atualmente, há um total de 15 rondas nacionais / regionais com mais de 700 alunos participantes.
| Rondas Nacionais/Locais            | Rondas Locais                                                                    |
| EBEC Alpe-Adria                    | Erlangen, Graz, Ljubljana, Maribor, Zagreb                                       |
| EBEC Balkan                        | Belgrade, Mostar, Nis, Novi Sad, Podgorica, Skopje                               |
| EBEC Baltic                        | Ekaterinburg, Ekaterinburg UrFU, Kaunas, Moscow, Riga, Saint Petersburg, Tallinn |
| EBEC Benelux                       | Aachen, Brussels, Brussels ULB, Delft, Ghent, Leuven, Liege, Louvain-la-Neuve    |
| EBEC Central                       | Prague, Brno, Bratislava, Kosice,Veszprém, Budapest                              |
| EBEC France                        | ENSAM, ENSTA ParisTech, Lyon, Paris Ecole Centrale, Paris Polytechnique, Supélec |
| EBEC Greece                        | Athens, Chania, Patras, Thessaloniki                                             |
| EBEC Italy                         | Messina, Milan, Naples, Rome, Rome Tor Vergata, Trento, Turin                    |
| EBEC Nordic                        | Copenhagen, Gothenburg, Helsinki, Stockholm, Tampere, Trondheim, Uppsala         |
| EBEC Poland                        | Gdansk, Gliwice, Kraków, Lodz, Warsaw, Wroclaw                                   |
| EBEC Portugal                      | Almada, Aveiro, Coimbra, Lisbon, Porto                                           |
| EBEC Romania & Republic of Moldova | Brasov, Bucharest, Chisinau, Cluj-Napoca, Iasi, Timisoara                        |
| EBEC Spain                         | Barcelona, Madrid, Madrid Carlos III, Las Palmas, Valencia, Valladolid           |
| EBEC Turkey                        | Ankara, Izmir, Istanbul, Istanbul Yildiz                                         |
| EBEC Ukraine                       | Kiev, Lviv, Zaporizhzhya, Vinnytsia                                              |

### Final Europeia da EBEC
A Fase Final do European BEST Engineering Competition, EBEC Final, é um dos eventos de maior destaque organizado por um LBG. Os alunos, representando mais de 80 das maiores universidades europeias, estão reunidos durante 10 dias para trabalhar em múltiplas tarefas num ambiente internacional. Durante o evento, os participantes também têm a oportunidade de conhecer pessoas de diferentes culturas, conhecer a cidade onde se insere a competição e também para entrar em contacto com as empresas de alto perfil que estão presentes na Feira de Emprego, realizada no último dia do evento.

## Categorias

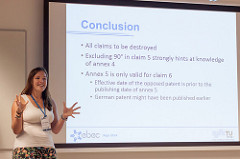
Caso de Estudo

Desde a criação das competições do BEST, diferentes categorias de competição, como o debate e negociação, foram introduzidas ao desenvolvimento do formato final da EBEC, que compreende as categorias Caso de estudo e Team Design.

### Case Study
Estudo de Caso (CS) é um desafio teórico de resolução de problemas que requer a análise, investigação, deliberação, testes e apresentação de uma solução para um problema atual económico, jurídico ou social. A solução deve ser fornecida dentro de um determinado período de tempo e apoiada por recursos limitados, tais como tempo e dinheiro.

### Team Design

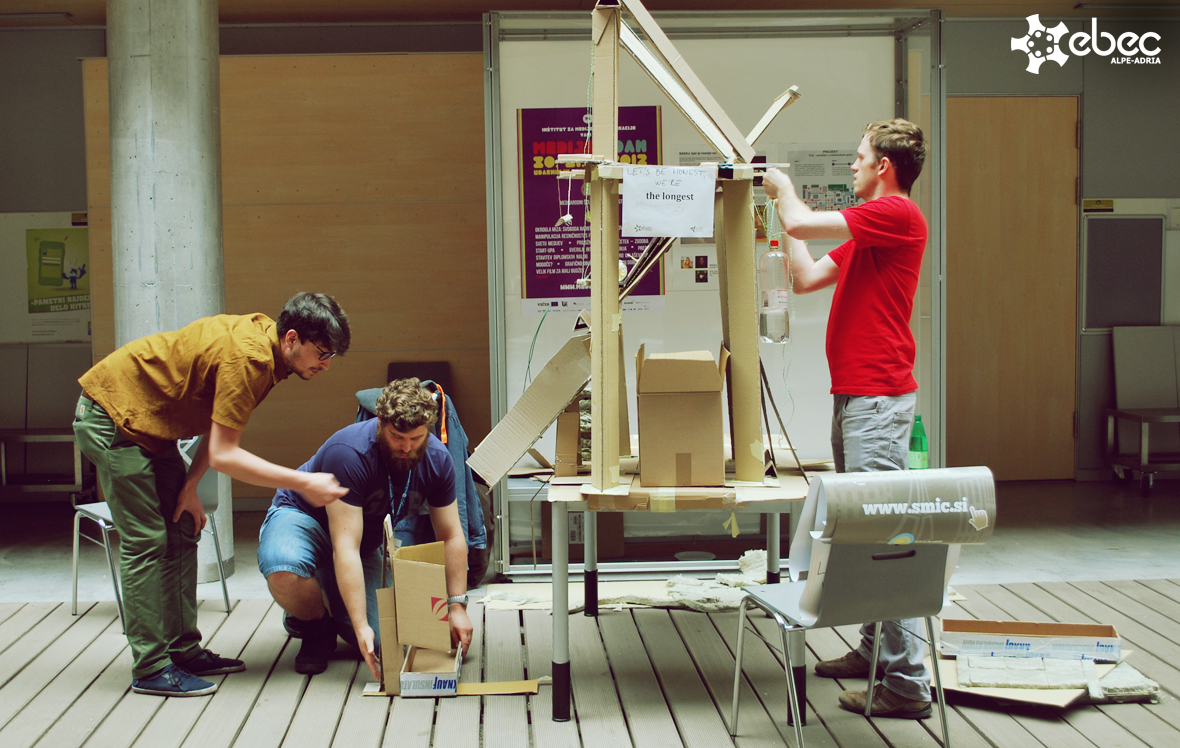
Team Design

Design Team (TD) é um desafio baseado no design de um protótipo, que exige a conceção, criação e apresentação de um modelo que deve cumprir com êxito os critérios de construção e operação específicos. O modelo deve ser criado dentro de um período de tempo e com recurso a materiais limitados, mantendo o custo de produção baixo.

## EBEC Final
Até à data, foram organizadas 7 rondas finais da EBEC.
| EBEC 2009 | Ghent, Belgium - 1 a 12 de Agosto         |
| EBEC 2010 | Cluj-Napoca, Romania - 1 a 11 de Agosto   |
| EBEC 2011 | Istanbul, Turkey - 1 a 11 de Agosto       |
| EBEC 2012 | Zagreb, Croatia - 1 a 8 de Agosto         |
| EBEC 2013 | Warsaw, Poland - 1 a 9 de Agosto          |
| EBEC 2014 | Riga, Latvia - 1 a 9 de Agosto            |
| EBEC 2015 | Porto, Portugal - 2 a 11 de Agosto        |
| EBEC 2016 | Belgrado, Sérvia - 1 a 10 de agosto       |
| EBEC 2017 | Brno, Republica Checa - (datas a definir) |
| EBEC 2018 | A definir                                 |

### EBEC 2009

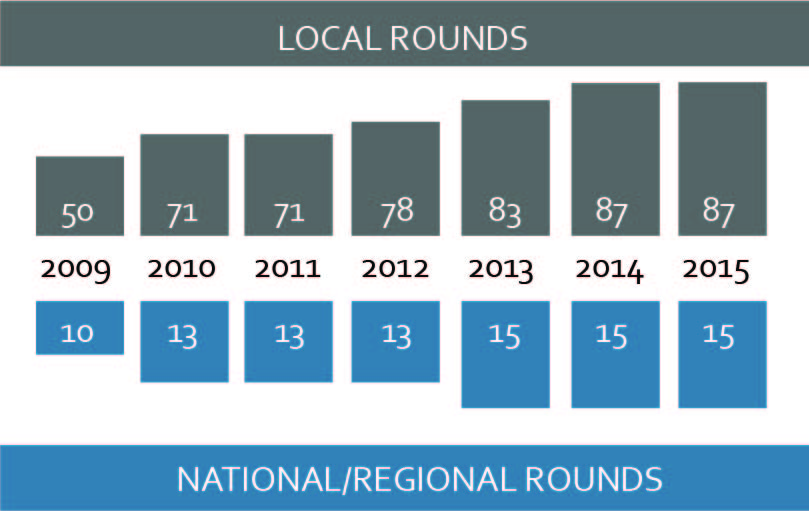

A EBEC Final foi organizada pela primeira vez pelo LBG Ghent, em agosto de 2009. Participaram 80 estudantes, selecionados entre os 2300 participantes vindos de 51 universidades em 18 países. Este evento foi apoiado pelo UNEP, que forneceu um problema prático para a componente de Team Design, tendo a EBEC sido reconhecida como Parceiro do Ano Europeu da Criatividade e Inovação.

### EBEC 2010
A EBEC continuou a evoluir, com 71 universidades técnicas a apoiar este evento. Com um total de 5000 estudantes a participar em 31 países, foram selecionados 104 finalistas que se reuniram em Cluj-Napoca, na Roménia, para mostrarem as suas capacidades.

### EBEC 2011
Na 3ª edição da EBEC, estiveram envolvidas 79 universidades e mais de 5000 estudantes a participar no primeiro nível da competição. 104 estudantes tiveram a oportunidade de competir em Istambul, na fase final. Mais de 200 membros do BEST contribuíram para a realização e desenvolvimento do projecto.

### EBEC 2012
A EBEC Final 2012 foi organizada em Zagreb, com o patrocínio do Presidente da Croácia, Ivo Josipović. O evento consistiu em 4 dias de trabalho, Cerimónias de Abertura e Encerramento e um dia livre, em que os participantes tiveram a oportunidade de conhecer a cidade de Zagreb.

### EBEC 2013
A 5ª edição da EBEC Final teve lugar em Varsóvia e envolveu 83 universidades europeias, 15 rondas nacionais/regionais e mais de 6500 estudantes. 
O evento foi apoiado pela Universidade de Tecnologia de Varsóvia, bem como instituições como o Ministério da Ciência e Ensino Superior e o Centro de Ciência Copérnico.

### EBEC 2014
87 rondas locais, mais de 6000 participantes, 116 finalistas e mais de 500 membros do BEST provenientes de 32 países que contribuíram para a preparação e o sucesso da 6ª edição da EBEC Final, em Riga.

### EBEC 2015
Em 2015, a EBEC Final teve lugar no Porto, atingindo um máximo de participantes até então (120), aumentando as expectativas para as próximas edições da EBEC.

### EBEC 2016
A 8ª edição do Projecto EBEC teve lugar em Belgrado e contou com a presença de 120 participantes.

## Recepção
A EBEC é uma competição espalhada um pouco por toda a Europa, chegando a vários milhares de estudantes, universidades e empresas. No entanto, o que torna esta competição tão única não é necessariamente os números e as recompensas técnicas mas o espírito, o ambiente envolta da competição, de trabalho em equipa, criatividade sem limites, associada ao conhecimento e a vontade de cada um para aprender. É isto que faz os alunos quererem participar e ajudar a desenvolver a melhor solução para um problema, que faz os professores  e outros profissionais quererem oferecer o seu conhecimento e imparcialidade, o que faz as empresas quererem financiar a competição, por vezes, mais do que uma vez, assegurando que os estudantes aprendem a lidar com problemas atuais e, claro, o que faz os membros do BEST continuarem a trabalhar arduamente para oferecer esta competição. Estes são os fatores que juntam todos estes grupos, por um objetivo comum: “Desenvolver o Futuro. Hoje.”

### Prémios e Nomeações
A final da EBEC 2015 no Porto foi reconhecida como o melhor projecto do Portugal para o próximo “European Charlemagne Youth Prize”.

### Apoios
A organização BEST procura sempre o apoio de diversas instituições capazes de reconhecer o seu trabalho e que partilham da sua visão. Até ao momento, a EBEC é financiada por várias instituições e órgãos como a UNESCO, Young in Action, European Society for Engineering Education (SEFI), Institute of Electrical and Electronics Engineers.
As universidades que ajudaram a EBEC durante os últimos anos incluem: Aristotle University of Thessaloniki, Czech Tecnhical University in Prague, Graz University of Technology, National Technical University of Athens (NTUA), Silesian University of Technology in Gliwice, Universidade do Porto e Yildiz Teknik Universitesi.

### Creditação
A EBEC cada vez mais começa a ser reconhecida pelas diversas universidades como um projecto de qualidade elevada, que contribui para a educação dos participantes. A Universidade do Porto foi a primeira universidade a reconhecer a competição, atribuindo créditos ECTS aos participantes.

## Galeria

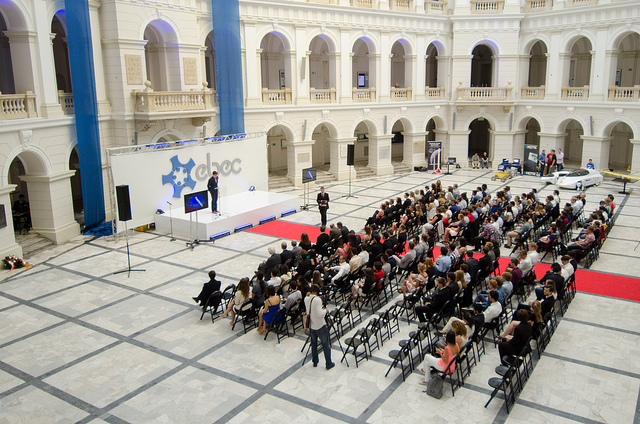
Official Opening Warsaw 2013
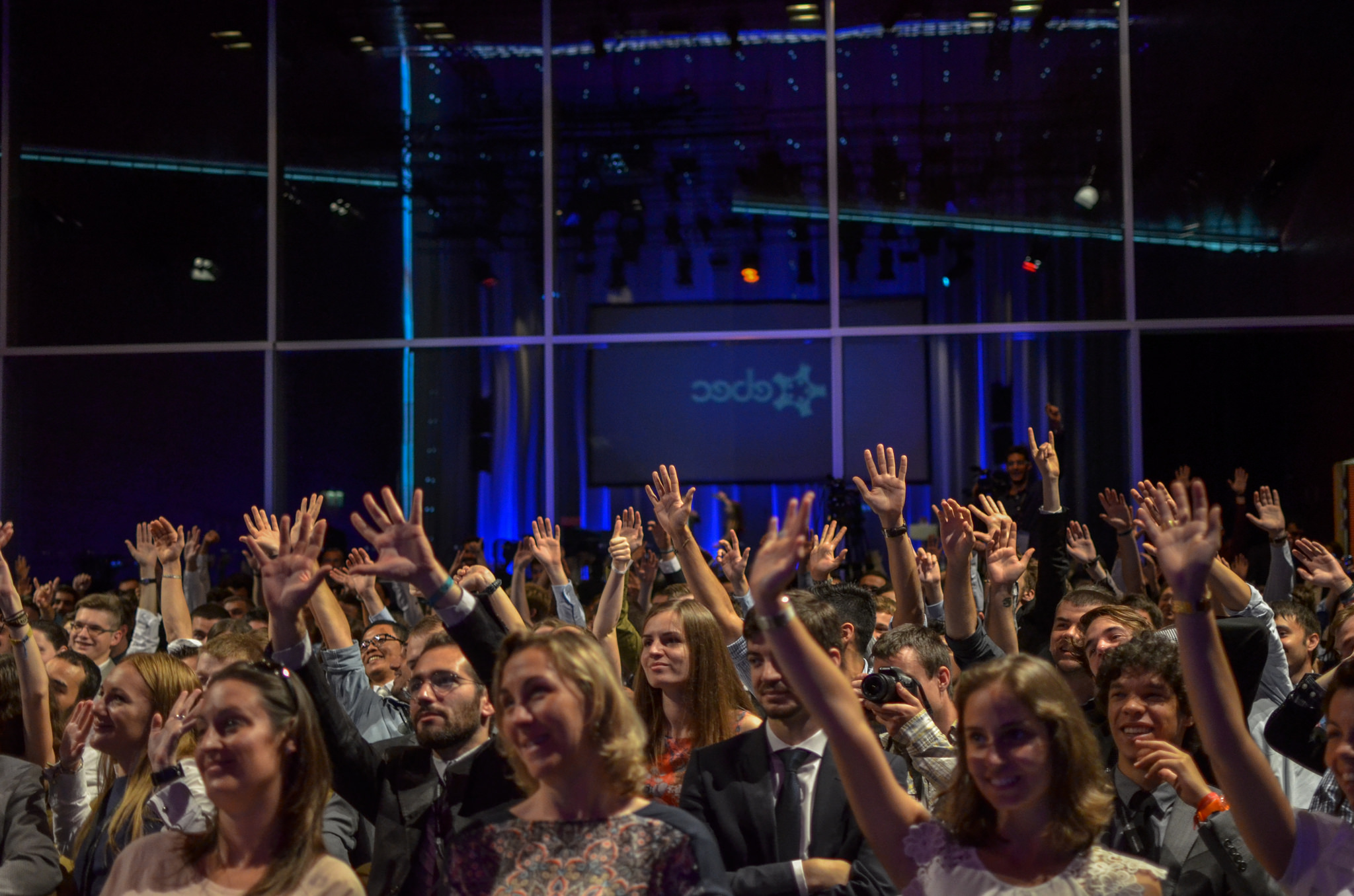
Official Opening Porto 2015
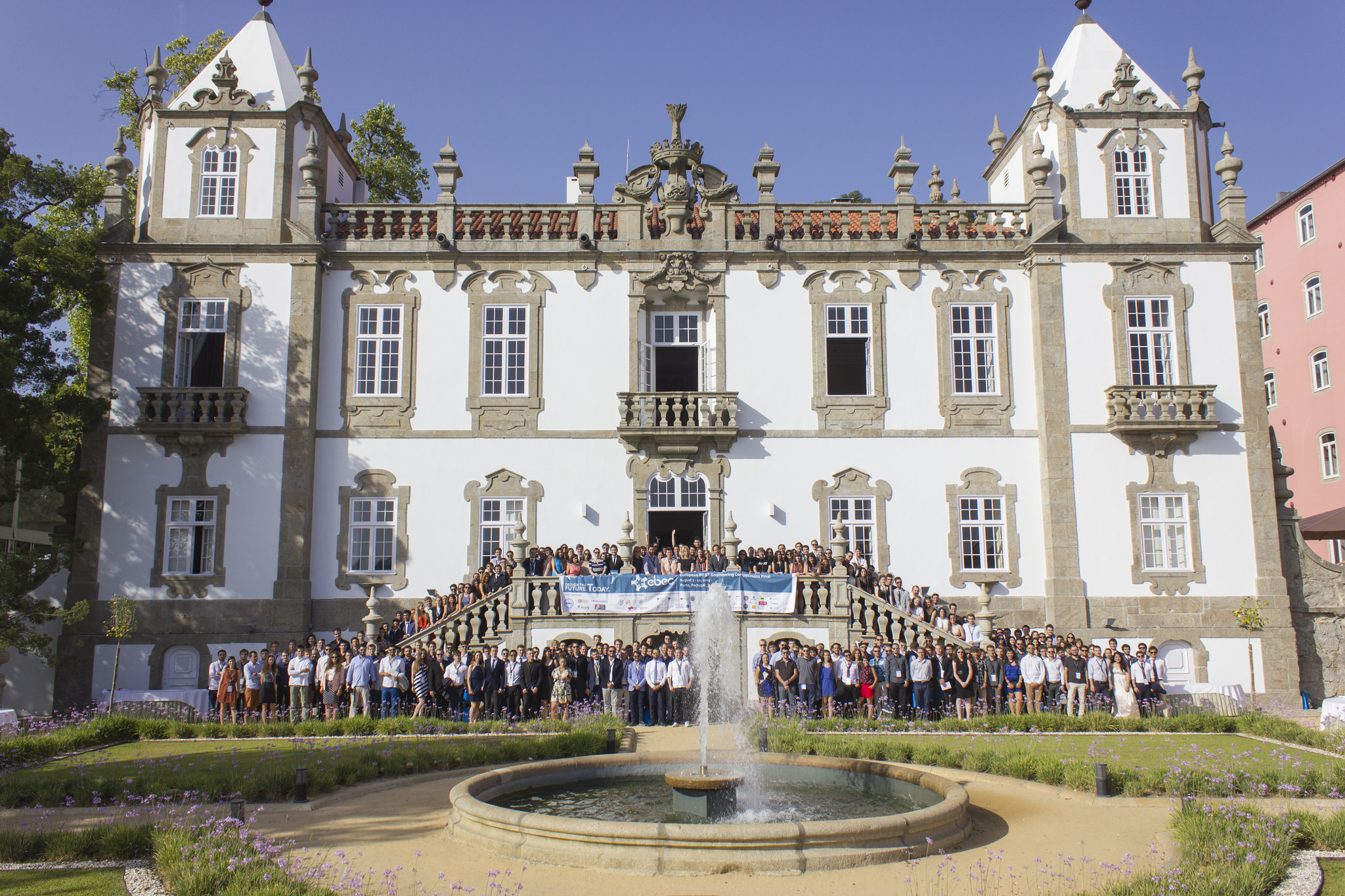
EBEC Porto 2015
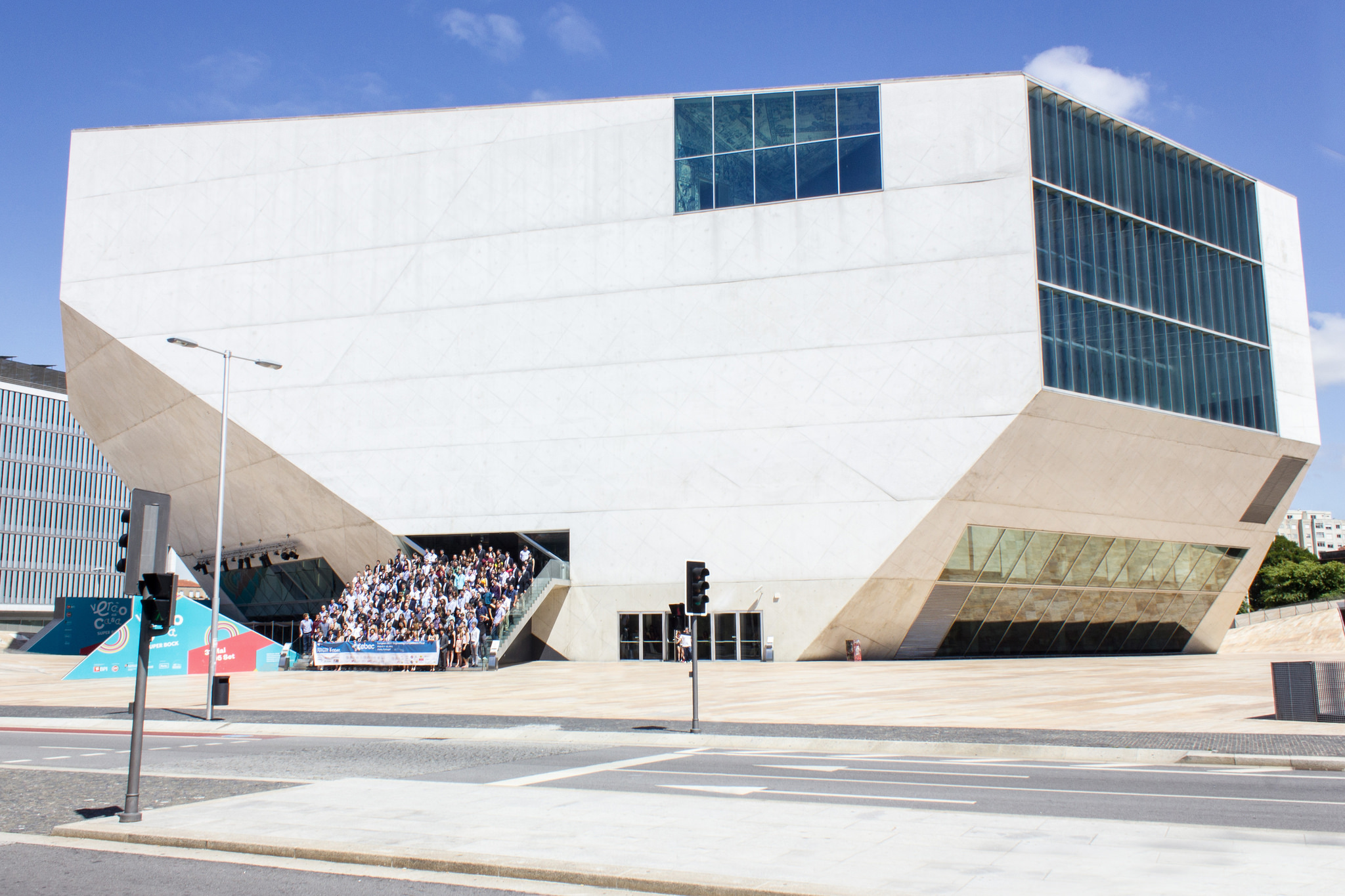
Group Picture Porto 2015
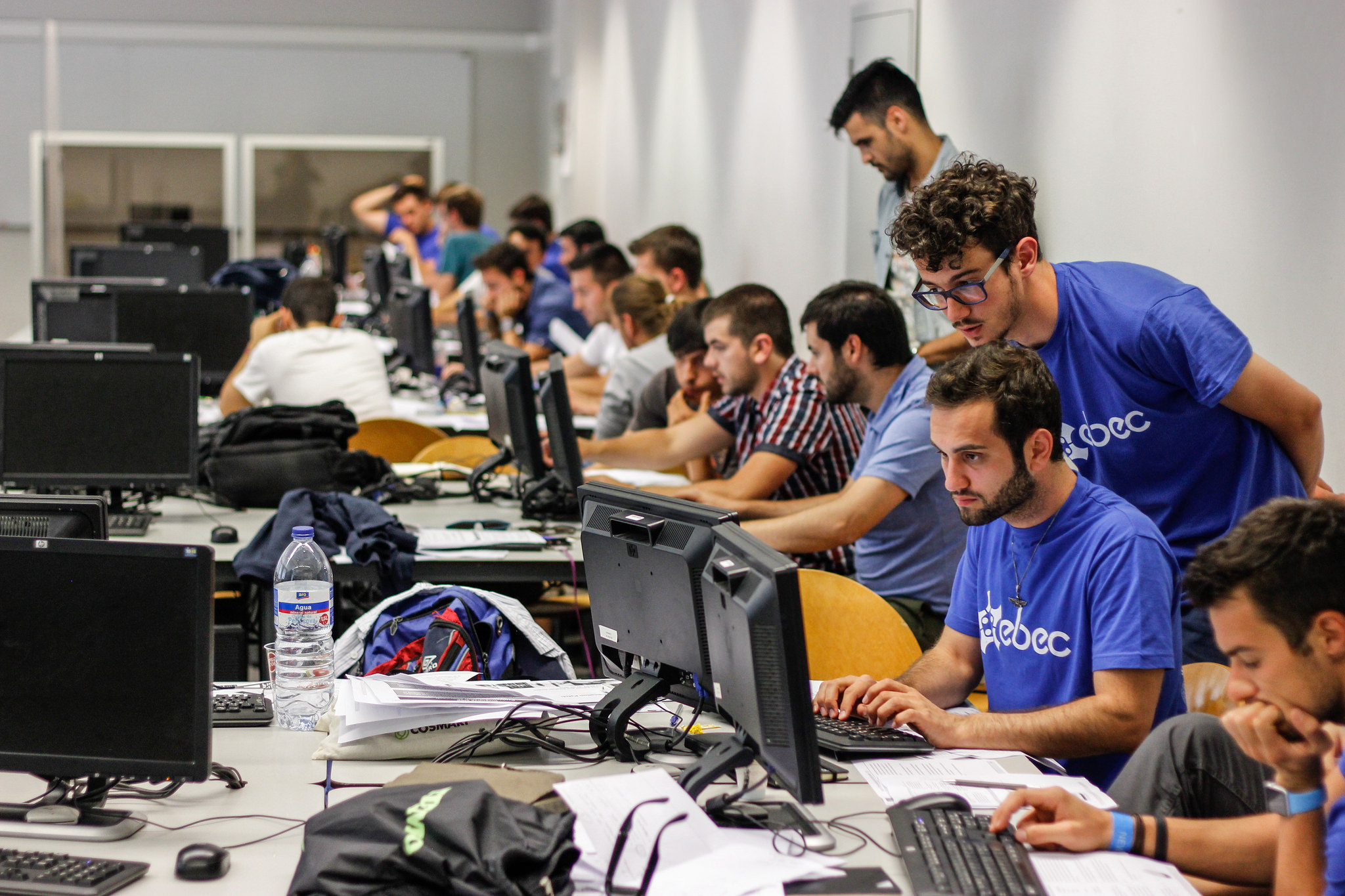
Case Study Caption 1
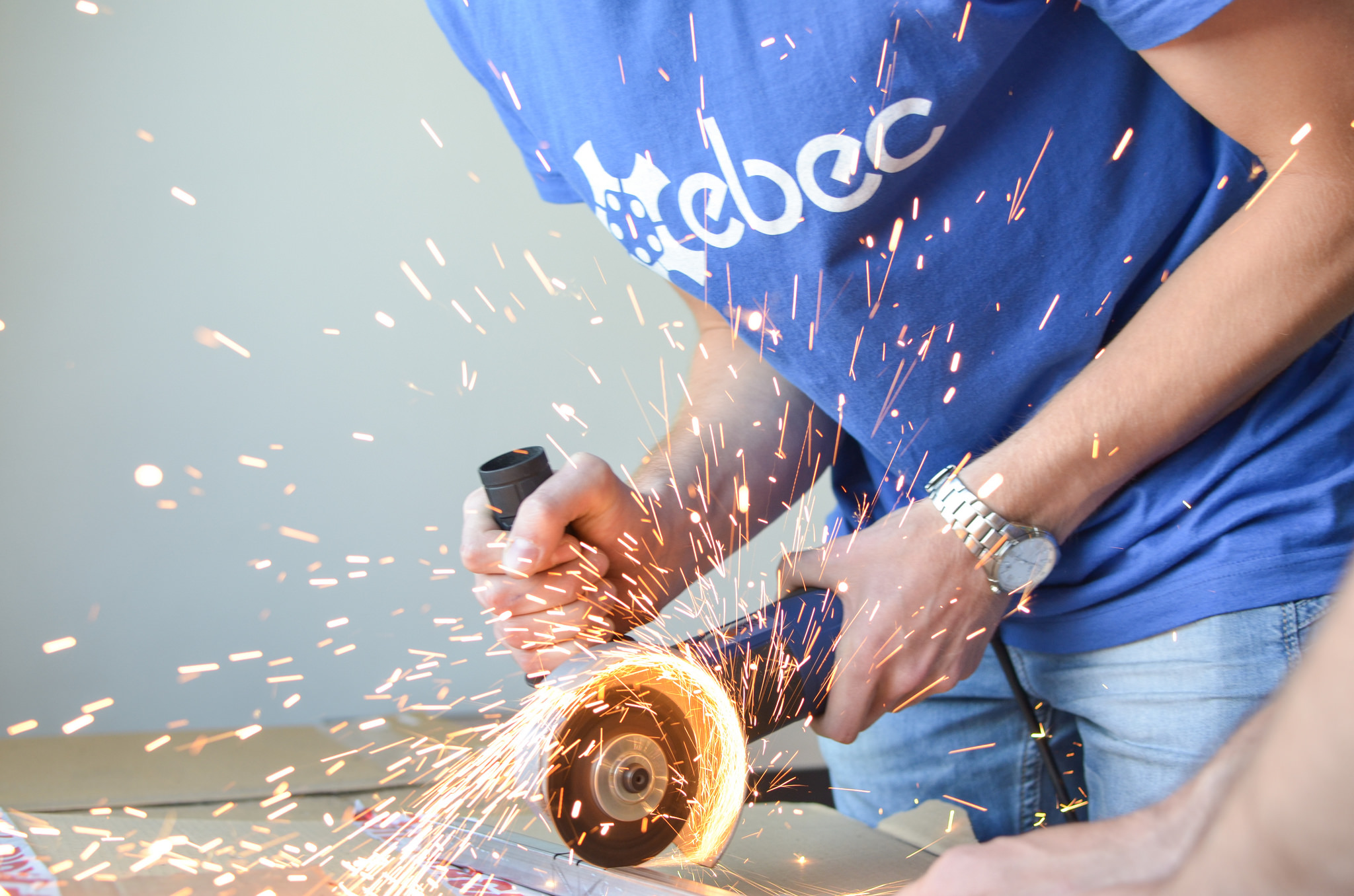
Team Design Caption 1
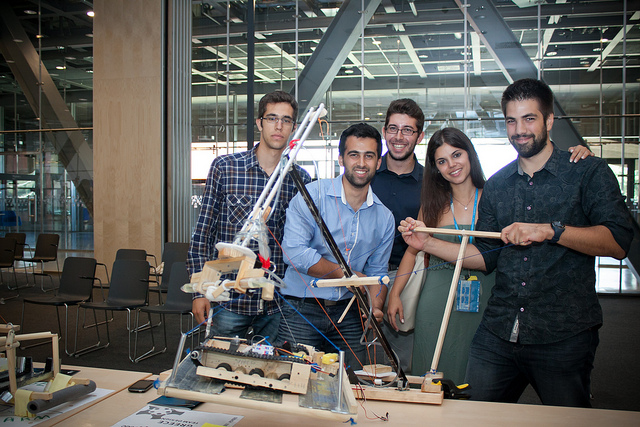
Team Design Caption 2
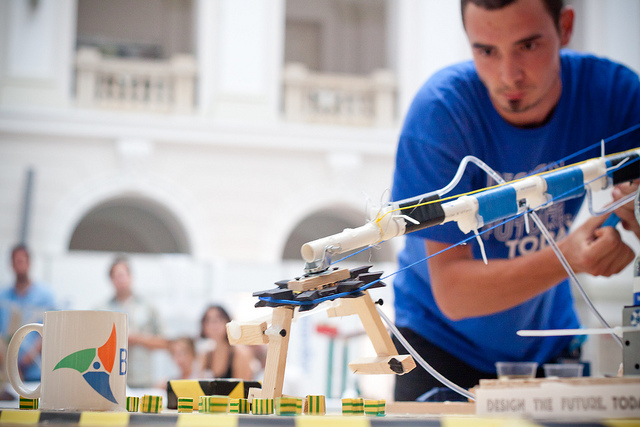
Team Design Caption 3
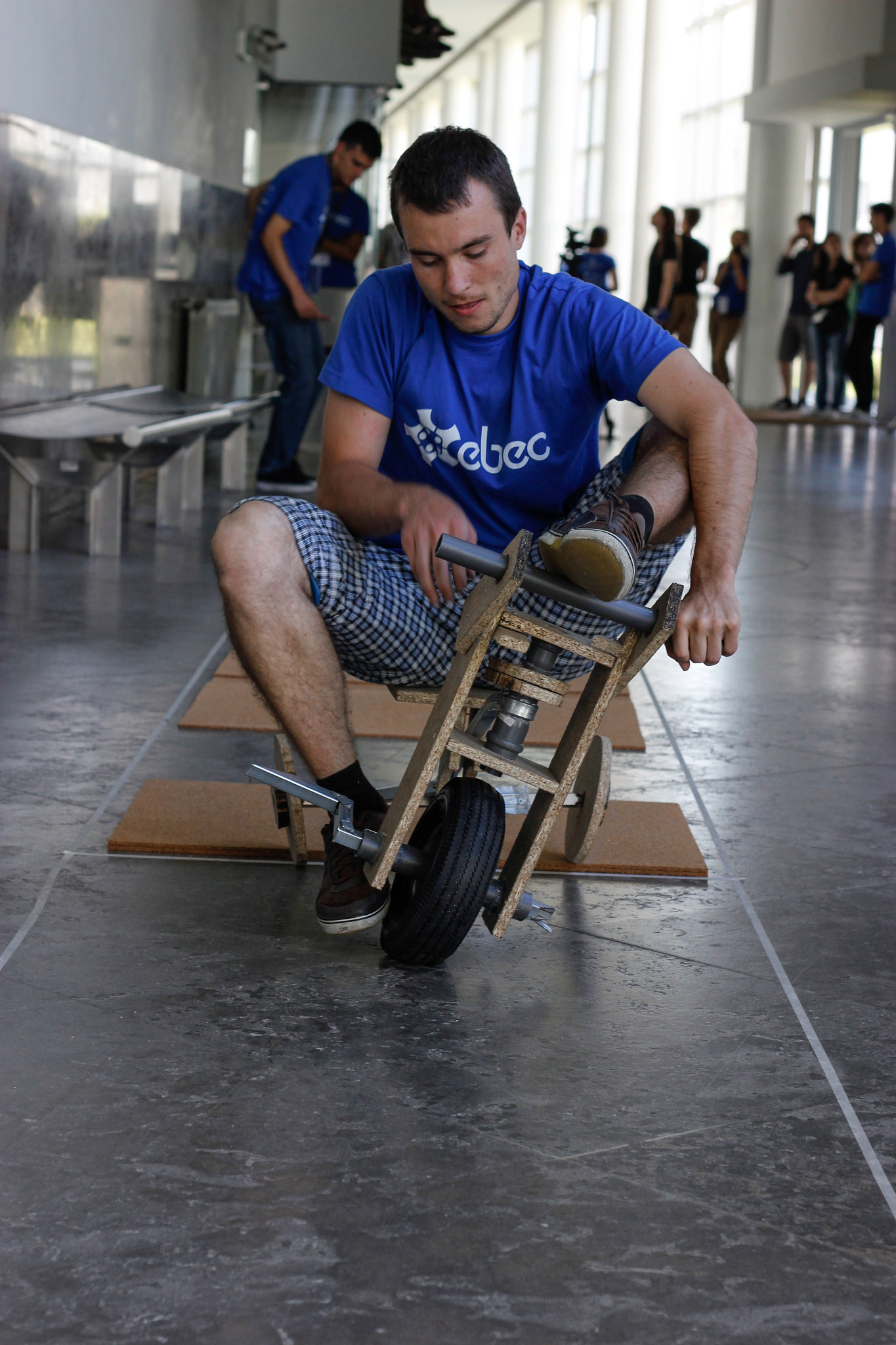
Team Design Caption 4
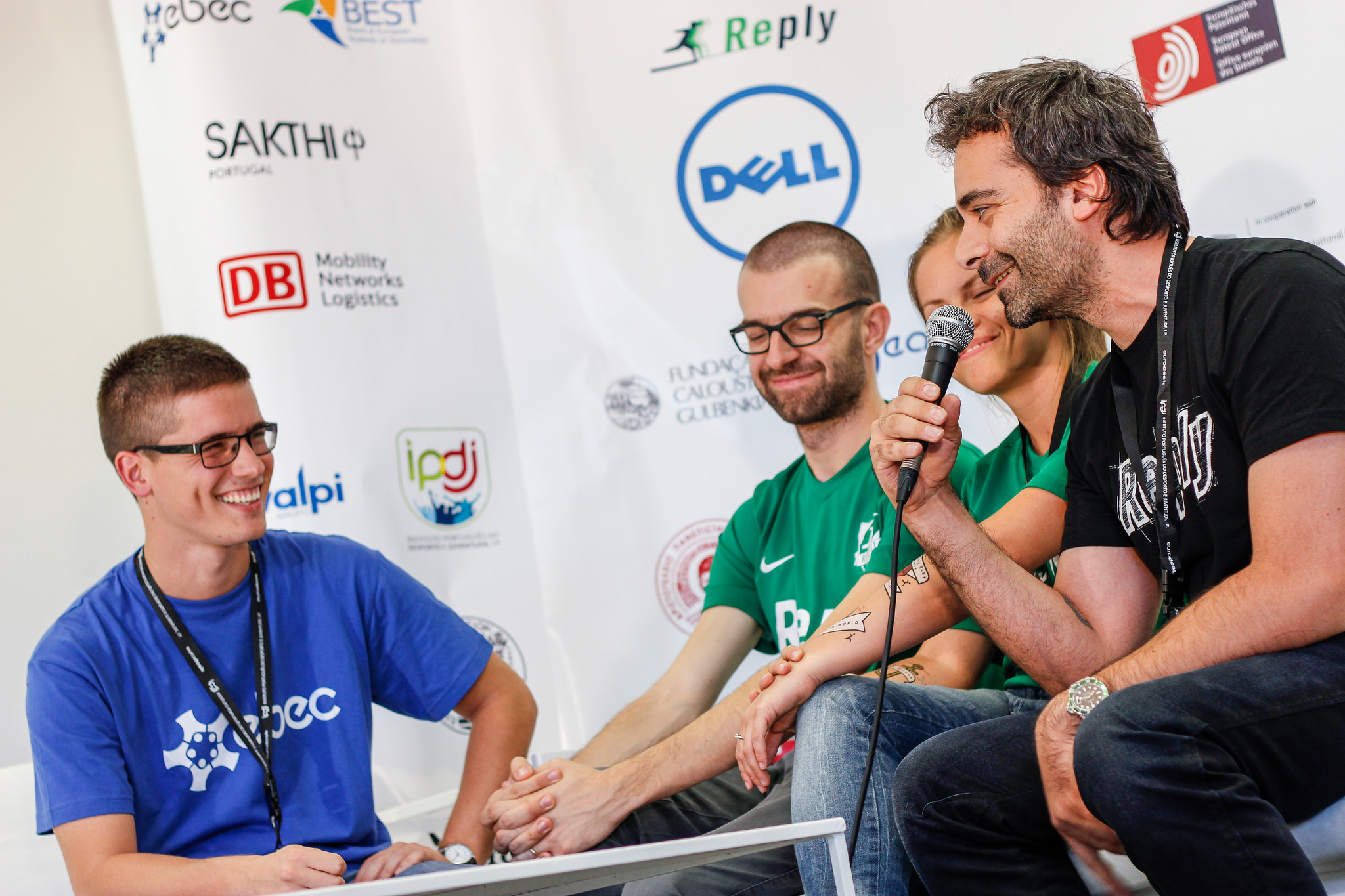
Interviewing Reply
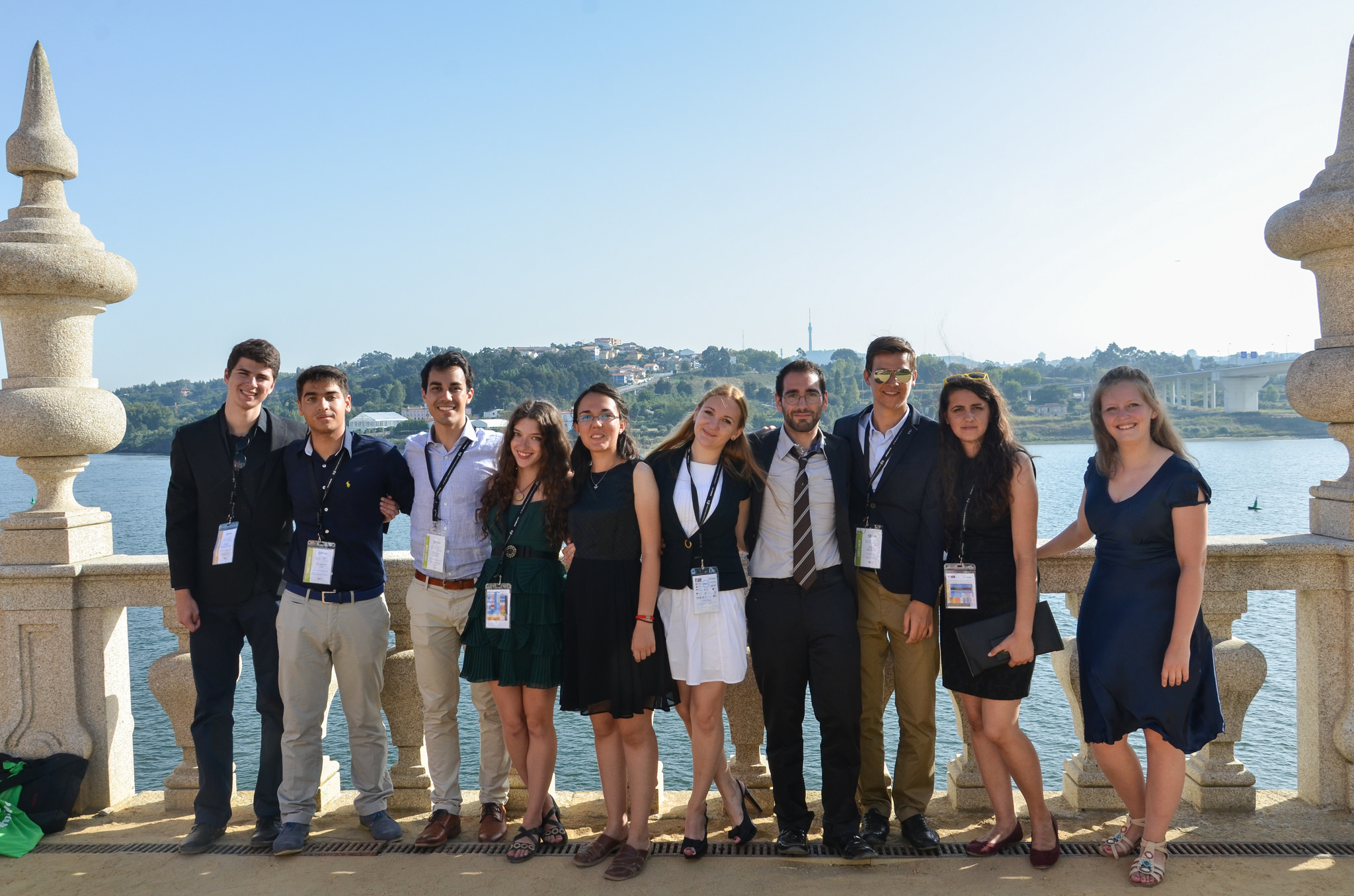
NRR Coordinators 2015
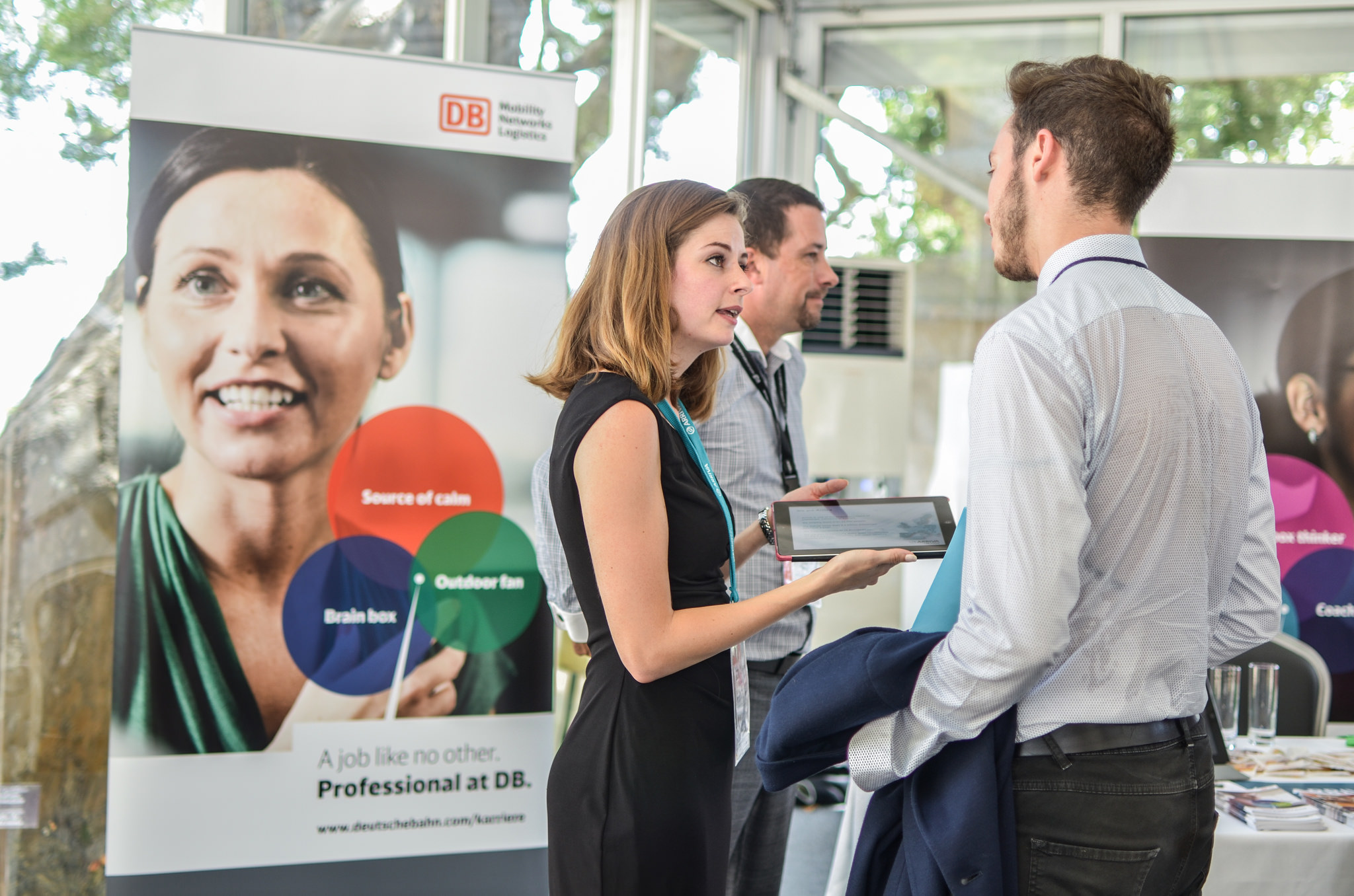
Job Fair 2015
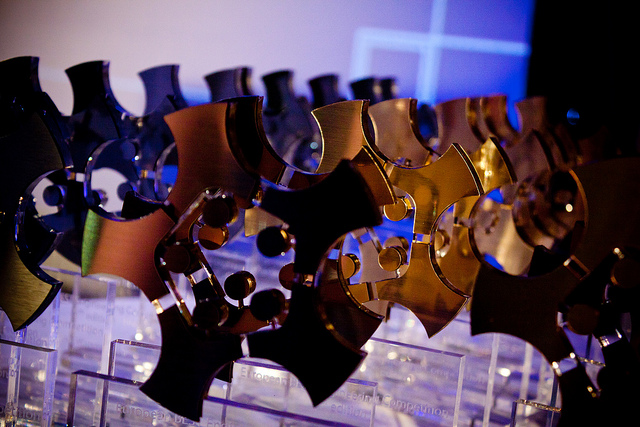
EBEC Awards
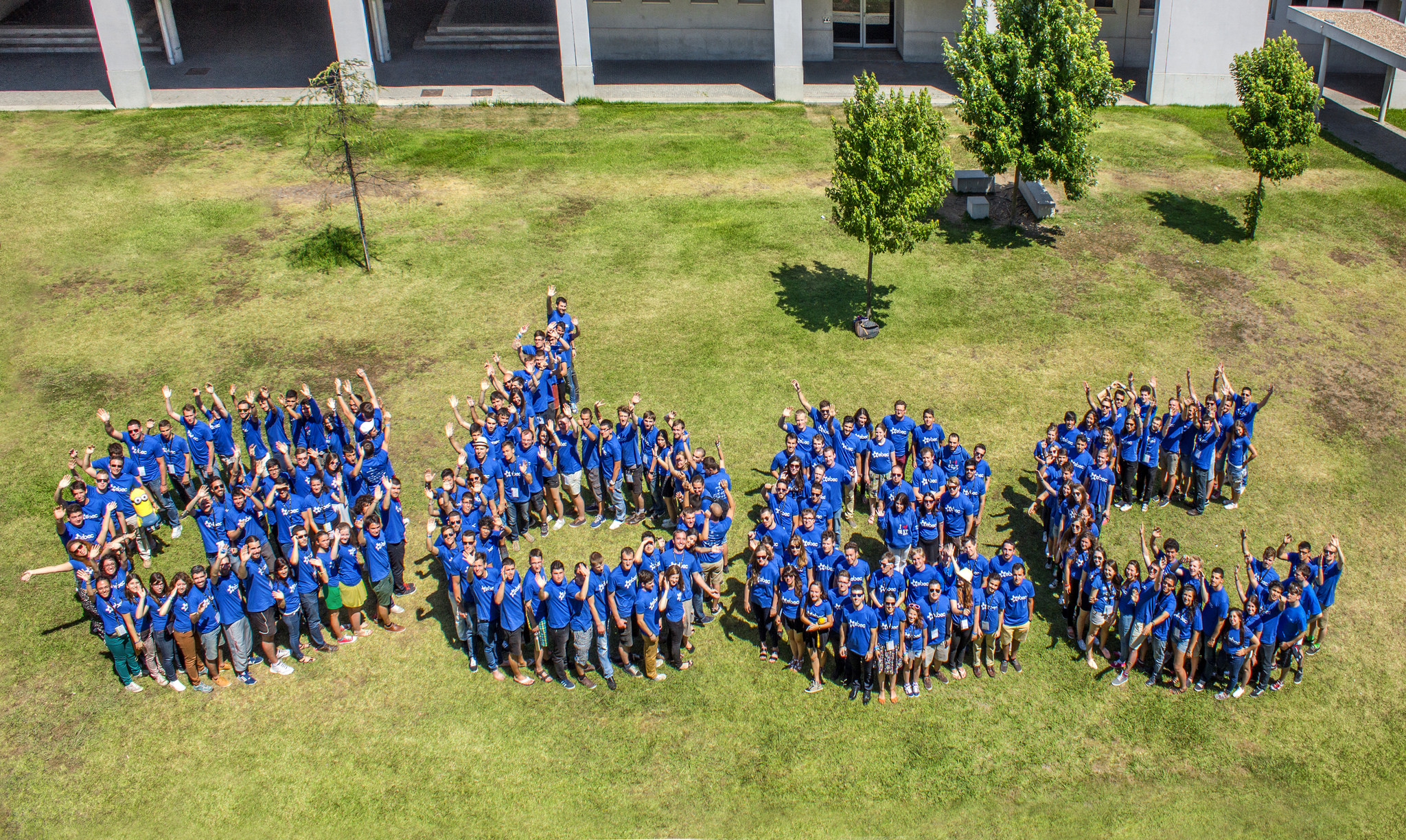
EBEC Group Picture